# 504年
| 千纪： | 1千纪                                                                                           |
| 世纪： | 5世纪 \| 6世纪 \| 7世纪                                                                         |
| 年代： | 470年代 \| 480年代 \| 490年代 \| 500年代 \| 510年代 \| 520年代 \| 530年代                       |
| 年份： | 499年 \| 500年 \| 501年 \| 502年 \| 503年 \| 504年 \| 505年 \| 506年 \| 507年 \| 508年 \| 509年 |
| 纪年： | 甲申年（猴年）；北魏正始元年；柔然太安十三年；南朝梁天监三年；高昌承平三年                      |

## 大事记
- 北魏攻南梁，陷義陽（河南信陽）。

## 出生
- 达奚武
- 韩智辉
- 李贤
- 张种

## 逝世
- 蔡道恭
- 元詳
- 何点
- 樊素安